# (داستان چیست) گل شیپوری؟
(داستان چیست) گل شیپوری؟ (به انگلیسی: (What's the Story) Morning Glory?) آلبومی از اوئیسیز است که در سال ۱۹۹۵ میلادی منتشر شد.